# Sârbi, Bihor
Sârbi là một xã thuộc hạt Bihor, România. Dân số thời điểm năm 2002 là 2999 người.